# Edwardsomyia
Edwardsomyia is een geslacht van steltmuggen (Limoniidae). Het geslacht telt één soort.

## Soorten
- Edwardsomyia chiloensis